# ダイワボウホールディングス
ダイワボウホールディングス株式会社（英称:Daiwabo Holdings Co., Ltd.）は、日本のOA機器の販売を行う商社や産業機械メーカーを統括する持株会社である（繊維メーカーは2024年3月に発行済株式の85%を譲渡）。本社は大阪府大阪市北区。

## 沿革
- 1941年4月 - 錦華紡績[1]、日出紡織[2]、出雲製織[3]、和歌山紡織[4]の4社が合併して大和紡績（本社・大阪市）が設立される[5][6]。
- 1949年5月 - 東京証券取引所、大阪証券取引所上場。
- 1964年3月 - 播磨工場にポリプロ設備を開設。
- 1971年9月 - 霧島国際ホテル開業[7]。
- 1975年10月 - 赤穂国際カントリークラブ開場[6]。
- 1982年4月 - ダイワボウ情報システム設立。
- 1988年2月 - ダイワボウレーヨン設立[8]。
- 1992年10月 - ダイワゴムを吸収合併。
- 1994年
  - 3月 - ダイワボウポリテックを設立。
  - 10月 - 蘇州大和針織服装有限公司を設立。
- 1999年3月 - ダイワボウ・インダストリアル・ファブリック・インドネシアを設立。
- 2002年
  - 1月 - ダイワボウアドバンスを設立。
  - 9月 - ダイワボウマテリアルズを設立。
- 2005年
  - 10月 - 大和紡工業（蘇州）有限公司を設立。
  - 12月 - ダイワボウアソシエを設立。
- 2006年1月 - 純粋持株会社に移行。事業子会社としてダイワボウノイ、ダイワボウプログレス、ダイワボウポリテック、ダイワボウエステートを設立。
- 2009年
  - 3月 - ダイワボウ情報システムを完全子会社化。
  - 7月 - ダイワボウホールディングス株式会社に商号変更。繊維事業を中心とする子会社12社を統括する中間持株会社として「大和紡績株式会社」を設立。
  - 10月 - 業種が繊維製品から卸売業へ変更。
- 2011年7月 - 持分法適用会社であったオーエム製作所を完全子会社化。
- 2012年1月1日 - ダイワボウマテリアルズがダイワボウプログレスに事業を移管（7月31日清算結了）。
- 2021年4月 - ダイワボウ情報システムの子会社・ディーアイエスサービス&サポート株式会社とディーアイエスソリューション株式会社が合併し、ディーアイエスサービス&ソリューション株式会社として事業を開始。
- 2022年8月 - 本社事務所を大阪市北区中之島の中之島フェスティバルタワー・ウエストに移転。
- 2023年4月 - 子会社のダイワボウ情報システムが、アルファテック・ソリューションズ株式会社の全株式を取得。
- 2024年3月 - 繊維事業（大和紡績株式会社）の発行済株式の85.0％を株式会社アスパラントグループSPC11号へ譲渡

## 前身各社
- 和歌山紡織 - 1887年に、元田辺藩士で漢学者の赤城友次郎を社長として創業し、機械紡績で綿ネル用の糸を生産。第一次大戦期と関東大震災後の需要増で業績を伸ばした[9]。
- 日出紡織 - 1912年に、渋沢栄一を発起人、渋沢の親戚・大川英太郎を代表に、和歌山県日高郡（現・御坊市）にて創業。大川は渋沢の伯母やえの孫であり、最初の妻千代の甥。1934年から1941年までは最寄り駅として紀州鉄道線（当時は御坊臨港鉄道）に日出紡績前駅[11]が設置されていた。御坊市新町には同社の赤レンガ塀が現存する[12][13]。
- 錦華紡績 - 1917年に、三井財閥の早川千吉郎が出身地金沢に金沢紡績を設立し、1926年に浪速紡績を合併して錦華紡績と社名変更。当時建設された倉庫群は現在金沢市民芸術村として使用されている[14]。
- 出雲製織 - 1920年に、出雲出身の技術者でベッチン業の飛躍的発展の基礎を築いた宍道政一郎（1876-1938）が島根県出雲市に設立。跡地には出雲科学館が建設され、出雲科学館パークタウン前駅（前名・大和紡前駅）近くに1937年建設の旧出雲製織事務所棟が現存、松江市宍道町には旧宍道工場がオーエム製作所の事務所棟として現存する[14][15][16]。

## グループ

### 連結子会社
| 所在国         | 企業名                                   | 事業内容                                                 | 資本金          | 議決権割合 |
| -------------- | ---------------------------------------- | -------------------------------------------------------- | --------------- | ---------- |
| 日本           | 大和紡績                                 | 中間持株会社                                             | 1億円           | 100.0%     |
| 日本           | ダイワボウ情報システム                   | OA機器の販売                                             | 118億13百万円   | 100.0%     |
| 日本           | オーエム製作所                           | 自動機・工作機械の製造・販売                             | 16億6,000万円   | 100.0%     |
| 日本           | カンボウプラス                           | 繊維製品の製造・販売                                     | 10億2,000万円   | 間接100.0% |
| 日本           | ダイワボウノイ                           | 繊維製品の製造・販売                                     | 1億円           | 間接100.0% |
| 日本           | ダイワボウポリテック                     | 繊維製品の製造・販売                                     | 3億1,000万円    | 間接100.0% |
| 日本           | ダイワボウレーヨン                       | レーヨン綿・糸の製造・販売                               | 12億円          | 間接100.0% |
| 日本           | ダイワボウスピンテック                   | 紡績糸の製造                                             | 8,000万円       | 間接100.0% |
| 日本           | ダイワボウプログレス                     | 化学繊維による産業資材・カンバス・ゴム（自転車用タイヤ） | 1億円           | 間接100.0% |
| 日本           | ダイワボウアドバンス                     | 衣料品の製造・販売                                       | 8,000万円       | 間接100.0% |
| 日本           | ダイワボウテックス                       | 繊維製品の販売                                           | 2,000万円       | 間接100.0% |
| 日本           | 西明                                     | 繊維製品の販売                                           | 4,000万円       | 間接80.0%  |
| 日本           | ダイワエンジニアリング                   | 建設・エンジニアリング                                   | 6,000万円       | 間接100.0% |
| 日本           | ダイワボウアソシエ                       | 財務・総務・人事業務の提供                               | 3,000万円       | 100.0%     |
| 日本           | ダイワボウライフサポート                 | 保険の代理店・金融業・加工食品の販売                     | 1,000万円       | 100.0%     |
| 日本           | 大和紡観光                               | ホテル経営                                               | 5,000万円       | 間接100.0% |
| 日本           | 赤穂国際カントリークラブ                 | ゴルフ場の経営                                           | 3,000万円       | 間接100.0% |
| 日本           | ダイワボウエステート                     | 不動産業・ゴルフ場経営                                   | 3,000万円       | 間接100.0% |
| 日本           | ダイワマルエス                           | 軟式野球用ボールの製造                                   | 1,000万円       | 間接100.0% |
| 日本           | ディーエヌプロダクツ                     | 軟式野球用ボールの製造                                   | 3,000万円       | 50.0%      |
| 日本           | ディーアイエスサービス&サポート          | 倉庫業・サポート・サービス事業                           | 5,000万円       | 間接100.0% |
| 日本           | ディーアイエスソリューション             | 情報処理ソフトウェアの開発                               | 9,500万円       | 間接100.0% |
| 日本           | ディーアイエスアートワークス             | HP、印刷物作成支援                                       | 2,000万円       | 間接100.0% |
| 日本           | オーエム機械                             | 一般機械の製造・販売                                     | 1億円           | 間接100.0% |
| 日本           | オーエム金属工業                         | 鋳造品の製造・販売                                       | 3,000万円       | 間接100.0% |
| 日本           | オーエムエンジニアリング                 | 一般機械の製造・販売                                     | 1,000万円       | 間接100.0% |
| 日本           | オムテック                               | 工作・自動機械関連                                       | 1,000万円       | 間接100.0% |
| 日本           | 朝日加工                                 | 化合繊織物の染色・加工                                   | 8,000万円       | 間接49.8%  |
| 日本           | カンボウ企業                             | 不動産業                                                 | 9,000万円       | 間接100.0% |
| 日本           | ケービー産業                             | 縫製加工業                                               | 7,000万円       | 間接100.0% |
| 中国           | 蘇州大和針織服装有限公司                 | 衣料用縫製品の製造・販売                                 | 549万8,000ドル  | 76.7%      |
| 中国           | 大和紡工業（蘇州）有限公司               | 成型製品の製造・販売                                     | 850万ドル       | 間接100.0% |
| 中国           | 欧安睦（上海）商貿有限公司               | 一般機械の販売                                           | 235万5千人民元  | 間接100.0% |
| 香港           | Daiwabo Hong Kong Co.,Limited            | 繊維製品の販売                                           | 500万香港ドル   | 間接100.0% |
| インドネシア   | P.T.Daiwabo Industrial Fabrics Indonesia | 製紙用カンバスの製造・販売                               | 330万ドル       | 80.0%      |
| インドネシア   | P.T.Dayani Garment Indonesia             | 繊維製品の製造                                           | 240万ドル       | 56.3%      |
| インドネシア   | P.T.Daiwabo Garment Indonesia            | 繊維製品の製造                                           | 200万ドル       | 間接100.0% |
| インドネシア   | P.T.Daiwabo Nonwoven Indonesia           | 不織布製品の製造・販売                                   | 1,212万5千ドル  | 間接100.0% |
| インドネシア   | P.T.Daiwabo Sheetec Indonesia            | 重布製品の製造・販売                                     | 130万ドル       | 間接90.0%  |
| アメリカ合衆国 | O-M(U.S.A.),INC.                         | 一般機械の販売                                           | 25万ドル        | 間接100.0% |
| 台湾           | TAIWAN O-M CO.,LTD.                      | 一般機械の製造                                           | 5,000万台湾ドル | 間接100.0% |

### 主な持分法適用関連会社
| 所在国 | 企業名 | 事業内容                             | 資本金       | 議決権割合 |
| ------ | ------ | ------------------------------------ | ------------ | ---------- |
| 日本   | ZOA    | パソコンショップ・オートバイ部品販売 | 3億3,198万円 | 間接44%    |

## スポーツ選手との所属契約
- 岡本綾子（プロゴルファー。同選手はプロゴルファー転向前にも当社員としてソフトボール選手として活躍した）
- 城戸富貴（同上）

## その他
- 2007年（平成19年）6月7日 - 子会社であるダイワボウマテリアルズの舞鶴工場から、6時頃出火。工場敷地約36,000m2のうち約24,000m2が消失。出火から約13時間を経てようやく鎮静化した。